# Brassica montana
Brassica montana là một loài thực vật có hoa trong họ Cải. Loài này được Pourr. mô tả khoa học đầu tiên năm 1788.